# Benedek Gábor (állatorvos)
Benedek Gábor (Budapest, 1920. február 13. – Budapest, 2003. július 13.) magyar állatorvos, az állatorvos-tudományok kandidátusa.

## Élete
Benedek Béla községi orvos és Benedek Jolán fiaként született, a Békés vármegyei Gerendáson nevelkedett. 1938-ban érettségizett a budapesti Lónyay utcai Református Gimnáziumban, majd 1945-ben a József Nádor Műszaki és Gazdaságtudományi Egyetemen (JNMGE) állatorvosi diplomát, 1946-ban pedig állatorvos-doktori oklevelet szerzett. 1945-től 1946-ig a JNMGE Mezőgazdasági és Állatorvos-tudományi Kar Anatómiai Intézetének díjtalan gyakornoka volt, majd 1946 és 1949 között Gerendás, illetve Nagyszénás község állatorvosaként dolgozott. 1949-től 1950-ig Békéscsabán volt megyei vezető főállatorvos.
1951 és 1954 között az Állatorvos-tudományi Főiskola, illetve az Állatorvos-tudományi Egyetem (ÁOTE) Beldiagnosztikai Tanszékének és Rendelőintézetének, majd 1961-ig a Belgyógyászati Klinika egyetemi adjunktusa volt, emellett 1953 és 1956 között az MTA–TMB-n dolgozott Mócsy János aspiránsaként. 1961-től 1980-ig az ÁOTE Rendelőintézetének intézetvezető egyetemi docense és 1961-től 1962-ig igazgatóhelyettese, valamint 1962 és 1966 között az ÁOTE rektorhelyettese volt. 1960-ban az állatorvos-tudományok kandidátusa lett, 1961-ben pedig a Marxizmus-Leninizmus Esti Egyetemen végzett.
Állatorvosi belgyógyászati diagnosztikával és epefesték-vizsgálatokkal, elsősorban a nyúl és a prémes állatok betegségeivel, valamint az epefesték-forgalom klinikai jelentőségének tanulmányozásával foglalkozott. Az Állatorvosi Híradó szerkesztője és a Baromfitenyésztés c. lap nyúltenyésztési rovatának vezetője volt.
Nős volt, három gyermeke született. 2003-ban hunyt el Budapesten, a Rákoskeresztúri új köztemetőben nyugszik.